# Cypselus
Cypselus, of Kupselos (Oudgrieks: Κύψελος) was de eerste tiran van Korinthe, die daar in 657 v.Chr. de aristocratische familie van de Bacchiadae verjoeg. Hij werd in 627 v.Chr. opgevolgd door zijn zoon Periandros.
Cypselus was de zoon van Aëtion en Labda, een vrouw uit de familie van de Bacchiadae. Volgens Herodotus voorspelde het orakel van Delphi dat de zoon van Aëtion de heerschappij van de Bacchiadae zou beëindigen. De Bacchiadae hoorden hiervan en stuurden 10 mannen om de baby te vermoorden, maar de baby glimlachte naar hen en zij konden zich er niet toe brengen. Toen ze zich later vermand hadden en terugkwamen om de baby alsnog te doden, had zijn moeder Labda hem in een meelvat (kypselos is meelvat in het Oudgrieks) verborgen en konden ze hem niet vinden.
Toen hij volwassen was werd Cypselus polemarchos (legeraanvoerder) en toen de Korinthiërs ontevreden waren over hun heersers, greep hij de macht en werd tiran. Hij werd een populaire heerser en stierf uiteindelijk een natuurlijke dood.